# Epepeotes meleagris
Epepeotes meleagris es una especie de escarabajo longicornio del género Epepeotes, subfamilia Lamiinae. Fue descrita científicamente por Pascoe en 1866.
Se distribuye por Indonesia. Mide 28 milímetros de longitud. El período de vuelo ocurre en los meses de febrero, marzo, mayo y julio.